# Tineke Duyvené

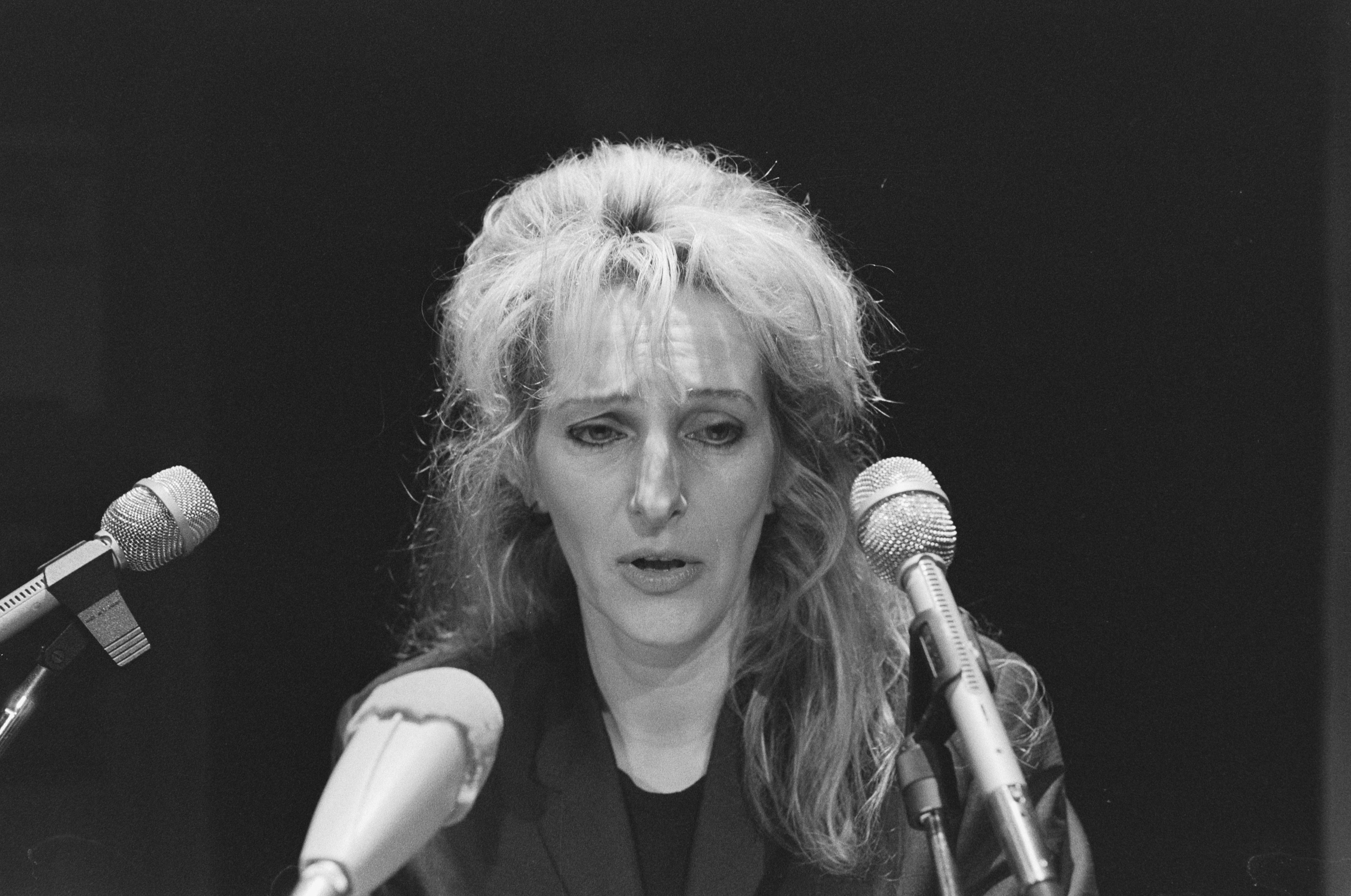
Tessa de Loo, 1987

Tineke Duyvené, (Bussum, Holanda, 15 de octubre de 1946) fue registrada al nacer como Tineke Duyvené de Wit, cuenta en su haber con la novela Best Seller Gemelas (jemellaux) bajo el pseudónimo de Tessa de Loo, mismo sobrenombre le ha bautizado algunas otras notables novelas dentro de la literatura neerlandesa tales como De meisjes van de swikerwerkfabrick (1983), Een varken in her paleis e Isabelle. Gemelas ha sido traducida a varios idiomas e inclusive cuenta ya con una adaptación cinematográfica nominada a los Oscar en el 2004 como "Mejor Película Extranjera".

## Obra
- De meisjes van de suikerwerkfabriek (1983)
- Meander (1986)
- Het rookoffer (1987)
- Het mirakel van de hond (1988)
- Isabelle (1989)
- De tweeling (1993) (1995)
- Alle verhalen tot morgen (1995)
- Een varken in het paleis (1998) (2000)
- Een gevaar op de weg (1999)
- Een bed in de hemel (2000)(2001)
- De zoon uit Spanje (2004) (2005)

- Datos: Q272775
- Multimedia: Tessa de Loo / Q272775

- Wikimedia Commons alberga una categoría multimedia sobre Tineke Duyvené.